# Cornelis Gerrit van Leeuwen
Cornelis Gerrit van Leeuwen (Gouda, 23 januari 1892 – Rotterdam, 28 september 1949) was een Nederlandse reclameontwerper, aquarellist, schilder en tekenaar. 

## Biografie
Van Leeuwen werd in 1892 in Gouda geboren als zoon van de kuiper Cornelis van Leeuwen en Marrigje van der Neut.  Hij ontving zijn opleiding aan de Academie van Beeldende Kunsten Rotterdam. Hij was een leerling van Herman Bogman jr., Huib Luns, Alexander Henri Robert van Maasdijk en Frederik Nachtweh. Hij begon zijn artistieke loopbaan als reclameontwerper en koos omstreeks 1930 voor de vrije schilderkunst. Zijn voorkeur lag bij landschappen, in de jaren ’40 koos hij voor figuren en ook wel religieuze onderwerpen in een eigen, expressionistische stijl. Werk van de kunstenaar hing op de expositie Onze kunst van heden in het Rijksmuseum in Amsterdam (1939-1940). Vanwege de oorlogsdreiging waren de grote kunstwerken als De Nachtwacht in veiligheid gebracht. Om de leeggekomen ruimte nuttig te gebruiken en bezoekers te trekken toonden 750 kunstenaars er hun werk. Koningin Juliana was de beschermvrouwe van deze expositie.
Van Leeuwen trouwde op 4 augustus 1920 te 's-Gravenhage met Cornelia Johanna Harloff. Van Leeuwen overleed in 1949 op 57-jarige leeftijd in Rotterdam. Vlak na zijn overlijden werd zijn werk tentoongesteld in het Amsterdamse Stedelijk Museum. In 1950 werd een herdenkingstentoonstelling aan zijn werk gewijd in het Rotterdamse Museum Boymans. Bij die gelegenheid kreeg zijn weduwe in dit museum de postuum aan hem toegekende "Vrije Volk"-kunstprijs uitgereikt.

## Straatnaam
- In Woerden is een straat naar Cornelis van Leeuwen vernoemd. Dit is de C. van Leeuwenstraat.

- Biografisch Portaal: 61737977
- International Standard Name Identifier: 0000 0003 9313 4392
- Nederlandse Thesaurus van Auteursnamen: 216199581
- RKD-Nederlands Instituut voor Kunstgeschiedenis: 48932
- Virtual International Authority File: 287372138
- WorldCat: E39PBJjRYypBvCYbF9VKjqVBfq